# Stephen Byers
Stephen John Byers (né le 13 avril 1953) est un homme politique du parti travailliste britannique qui est député de Wallsend entre 1992 et 1997 et de North Tyneside de 1997 à 2010. Il est impliqué dans le scandale des dépenses des députés et prend sa retraite de la politique en 2010. 
Au cours de la carrière ministérielle de Byers, il est Secrétaire en chef du Trésor, secrétaire d'État au Commerce et à l'Industrie et Secrétaire d'État aux Transports au sein du cabinet. 

## Début de carrière
Stephen Byers est né à Wolverhampton. Il fait ses études au Wymondham College, une école de jour et d'internat gérée par l'État, au Chester City Grammar School et au Chester College of Further Education. Il obtient un diplôme en droit à l'Université de Liverpool John Moores et est devenu professeur de droit à Newcastle Polytechnic (aujourd'hui Université de Northumbria) en 1977, poste qu'il conserve jusqu'à son élection en tant que député en 1992. 
Byers est élu conseiller du North Tyneside District Council en 1980 et en est le chef adjoint de 1985 jusqu'à ce qu'il devienne député en 1992. Il aurait été membre du groupe militant entréeiste autrefois actif au sein du Parti travailliste, une affirmation qui, selon lui, est fausse. Byers a publiquement rejeté l'approche du groupe en 1986. Aux élections générales de 1983, il se présente au siège conservateur de Hexham, terminant à la troisième place et à environ 14 000 voix derrière l'ancien ministre du Cabinet Geoffrey Rippon. Il est élu pour la première fois au Parlement lors des élections générales de 1992 à Wallsend, un bastion travailliste, après le départ à la retraite de Ted Garrett, avec une majorité de 19 470 voix. 
En 1993, Byers rejoint l'influent comité des affaires intérieures. Il devient un allié de Tony Blair, un collègue député travailliste du nord-est, qui est également en faveur de la «modernisation» du Parti travailliste. Blair, devenu chef de l'opposition, nomme Byers comme whip. Il est porte-parole du ministère de l'Éducation et de l'Emploi en 1995 et il s'est identifié comme un "outrider" pour le projet New Labour, lançant régulièrement des idées radicales au nom de Blair pour tester la réaction comme par exemple lorsque Byers informe les journalistes en 1996 en disant que le parti pourrait rompre ses liens avec les syndicats. Byers est rapidement nommé à des postes ministériels fantômes et devient ministre des Normes scolaires avec le titre de ministre d'État au ministère de l'Éducation et de l'Emploi après les élections générales victorieuses de 1997.  
Sa circonscription de Wallsend est abolie en 1997 et il est élu pour la circonscription tout aussi sûre de North Tyneside avec une majorité de 26 643 voix. 

## Carrière gouvernementale
Il est nommé au Cabinet en juillet 1998 comme secrétaire en chef du Trésor et devient membre du Conseil privé. Après la démission soudaine de Peter Mandelson, Byers est nommé secrétaire d'État au Commerce et à l'Industrie en décembre 1998. Après les élections générales de 2001, il est nommé secrétaire d'État aux transports, aux collectivités locales et aux régions. 
Byers est fortement critiqué pour son rôle dans l'effondrement du groupe MG Rover. En tant que secrétaire d'État au Commerce et à l'Industrie, il préconise l'accord de 2000 avec le Phoenix Consortium au lieu de l'offre d'Alchemy Partners, un investisseur en capital-investissement qui aurait réduit son activité. Bien que cet accord ait prolongé l'existence du groupe pendant cinq ans, il s'est finalement effondré avec un coût considérable pour les contribuables britanniques. Byers répond à cette critique dans une audition devant le comité du commerce et de l'industrie déclarant que ses actions ont été en grande partie conformes à la politique gouvernementale et que l'effondrement long et lent du groupe MG Rover a été préférable à un effondrement brusque et soudain.     
Le comité des transports de la Chambre des communes, dominé par les travaillistes, a critiqué la stratégie de transport du parti et une dispute de longue date sur la décision de Byers en tant que secrétaire au commerce d'autoriser l'éditeur de magazines pornographiques Richard Desmond à acheter le journal Daily Express est revenue sous les projecteurs. La pression sur Byers était trop forte et il démissionne le 28 mai 2002 pour être remplacé par Alistair Darling. 

## Retour à l'arrière-ban
Sur les bancs d'arrière-ban, Byers maintient la pression pour que le Parti travailliste reste au centre. En août 2006, il suggère que Gordon Brown se débarrasse de l'impôt sur les successions pour prouver ses titres de « New Labour » en Angleterre centrale. Cette suggestion est largement critiquée par de nombreux députés, qui affirment que la publicité entourant le plan de Byers « ferait peur aux électeurs du sud en leur faisant croire qu'ils devraient payer des droits de succession, alors que la plupart ne le feront pas ». 
Le 14 novembre 2009, il annonce qu'il quittera le Parlement lors des élections générales de 2010. 
À la suite de la critique du Premier ministre sur le budget de 2007, qui a rejeté le taux de départ de 10% de l'impôt sur le revenu ainsi que celui de 2008, qui prévoyait une augmentation de 2 % des taxes sur les carburants, Byers accuse Gordon Brown de manipuler le système fiscal pour un « avantage tactique » et appelle à un « arrêt immédiat » des propositions visant à augmenter les taxes sur les automobilistes. Il a également condamné les réformes des droits de succession proposées par le gouvernement qui ont été lancées en réponse aux propositions de l'opposition visant à réformer la taxe. 

## Enquête sur les activités de lobbyiste
En mars 2010, Byers faisait partie des politiciens surpris par des journalistes infiltrés qui se faisaient passer pour des lobbyistes d'une entreprise internationale. Les journalistes venaient du Sunday Times et tournaient pour une série d'enquête de Channel 4 intitulée Dispatches. Il a été montré se décrivant comme un « taxi à louer » et offrant de faire pression sur ses contacts parlementaires pour soutenir la société fictive pour un paiement financier compris entre 3 000 et 5 000 £ par jour. Byers a affirmé avoir influencé les résultats de National Express et de Tesco grâce à ses relations avec Lord Adonis, secrétaire aux transports, et Peter Mandelson, secrétaire aux affaires. Il a affirmé avoir téléphoné à Mandelson pour mettre un terme aux réglementations « massivement bureaucratiques » sur l'étiquetage des aliments après avoir été contacté par Tesco. Plus tard, il a retiré son nom pour examen par la société de lobbying fictive par courrier électronique, affirmant qu'il avait surestimé son rôle, en écrivant : « Je n'ai pas parlé à Andrew Adonis ou à Peter Mandelson des questions que j'ai mentionnées ». Lorsque l'histoire a éclaté, National Express et Tesco ont également nié la véracité des déclarations de Byers. Byers s'est référé à John Lyon, le commissaire parlementaire aux normes. Le 22 mars 2010, la suspension administrative de Byers de l'adhésion au Parti travailliste parlementaire est annoncée aux côtés de celles de Patricia Hewitt, Geoff Hoon et Margaret Moran. Cependant, tous les quatre sont restés membres du Parti travailliste lui-même. 
Le 9 décembre 2010, Geoff Hoon ainsi que Stephen Byers et Richard Caborn sont bannis du parlement, le Comité des normes et des privilèges interdit à Geoff Hoon de se présenter pendant au moins cinq ans, car il s'agissait de la violation la plus grave, tandis que Byers est condamné à deux ans et à Caborn à six mois. 